# Def Leppard
Def Leppard és una banda britànica de Heavy metal originària de Sheffield, Anglaterra, que va començar a tocar a finals dels anys 70 i que va aconseguir l'èxit durant la dècada dels 80, apropant el Heavy metal a les emissores de ràdio i al gran públic en general, gràcies a la mescla de rock melòdic amb un gran treball vocal.

## Història

### 1977-1979
El baixista Rick Savage, el guitarrista Pete Willis i el bateria Tony Kenning tots estudiants perfeccionaven el seu so assajant a una fàbrica de culleres, la banda va decidir contractar a un altre guitarrista, Steve Clark, el gener de 1978. Tot seguit Kenning es va retirar just abans d'entrar a l'estudi a gravar el seu primer Extended Play, a finals del mateix any. Va ser substituït per Frank Noon qui únicament va estar amb la banda per la gravació del que es convertiria en el famós Def Leppard EP.
Els avantatges de l'EP es van incrementar gràcies a la difusió del tema "Getcha Rocks Off" per part del Dj de la BBC Radio John Peel, considerat aquell moment com l'autoritat en Punk Rock i música New Wave. Finalment, el novembre de 1978, es va unir a la banda el bateria Rick Allen de tan sols 15 anys.
En transcórrer l'any 1979 la banda va guanyar un fidel grup de fans a Anglaterra i van ser considerats com els líders inicials del moviment New Wave Of British Heavy Metal, cedint aquest lloc al grup Iron Maiden uns anys més tard. Aquesta emergent popularitat va concloure en un contracte discogràfic amb Phonogram/Vertigo.

### 1980-1983
El seu àlbum debut On Through The Night va sortir al mercat el 14 de març de 1980. No obstant l'èxit del seu anterior EP i l'èxit comercial de On Through The Nigh els fanàtics de la banda es van oposar a la clara intenció de la banda a entrar al mercat Americà, amb temes com Hello America, tant va ser la contrarietat que en el Festival, el públic li va donar la benvinguda a Def Leppard tirant escombraries l'escenari.
La banda va captar l'atenció del productor d'AC/DC Robert John "Mutt" Lange, qui va accedir a produir el seu segon treball, High ‘N' Dry el 1981. La precisió i claredat amb la que Lange va treballar amb aquest últim àlbum va incrementar la qualitat de so de Def Leppard, explotant molt més el potencial dels seus membres. Aquest treball es va vendre menys que el seu predecessor, però el vídeo del tema tema Bringin' On The Heartbreak va ser un dels primers vídeos de Metal a MTV el 1982, la qual cosa li va atorgar a la banda molt de reconeixement als Estats Units.
Phil Collen, guitarrista de la banda Glam anomenada "Girl", va substituir Pete Willis, que va ser acomiadat l'11 de juliol de 1982 per problemes amb l'alcohol. Això va passar durant la gravació del seu treball "Pyromania", el qual va sortir al mercat el 20 de gener de 1983, també produït per Lange.
El primer senzill, Photograph, va convertir a Def Leppard en una banda coneguda per tothom, dominant als EUA amb l'àlbum Rock Charts durant sis setmanes. Gràcies a l'èxit dels temes de Pyromania va vendre 10 milions de còpies i va ser commemorat com a àlbum diamant als Estats Units i, alhora, fou considerat un clàssic del rock i del Heavy Metal.

### 1984-1989
Desgraciadament, el bateria Rick Allen va perdre un braç en un accident de cotxe l'any nou de 1985, quedant la banda fora de l'escena musical fins al 1987, any que llançaren l'àlbum "Hysteria", tocant Rick Allen amb un sol braç una bateria-caixa de ritmes adaptada. 6 dels 7 singles d'aquest treball van arribar al top 20. Hysteria s'uneix, junt amb Thriller i Bad de Michael Jackson i Born in the USA de Bruce Springsteen, al club dels àlbums amb 7 US Hot 100 Singles, arribant a vendre 17 milions de còpies a tot el món.
Al 22 d'agost es llança al Regne Unit el primer single, Animal, que va arribar a l'èxit estant al 6è lloc del Top 10. El dia 29 del mateix mes es llança l'àlbum i debuta al Regne Unit sent el número 1, donant l'èxit final al grup a la seva terra natal. Sorprenentment als Estats Units, on ja tenien una gran popularitat no van aconseguir aquesta posició tan ràpidament, aconseguint només el 4t lloc. Fou tan lent l'ascens del grup als Estats Units, que el 4 de setembre, Women estava al lloc 80.
L'1 d'octubre la banda comença la gira a Glens Fall, Nova York, on introdueixen a l'escenari el tan famós In The Round.
El 3 d'octubre es llança al Regne Unit Pour Some Sugar On Me. El 5 de desembre al Regne Unit apareix el 3r single, Hysteria, col·locant-se al lloc 26, el dia 26 es publica Animal als Estats Units. Es tracta del primer dels sis singles de l'àlbum que arribaria al Top 20. en aquest cas ho va fer en la dinovena posició.
Al 26 de març es llança als Estats Units el primer Top 10, Hysteria, arribant al número 10. El 16 d'abril arriba Armaggedon It a la 20a posició al Regne Unit.
El 12 de juny rep 12 discs de plata i 1 disc d'or pels rècords de vendes al Canadà es presenten al grup de bastidors en un fòrum a Montreal, Quebec, Canadà.
El 5 de juliol es llança el vídeo d'història que conté tots els clips fins a la data dels 80, també conté un vídeo commemoratiu dels 18 anys del grup. El 23 de juliol publiquen Pour Some Sugar On Me, als Dels EUA i arriba al 2 lloc darrere de Hold On To The Night' de Richard Marx's. Al mateix temps, Hysteria lidera l'US Album Chart' (llista d'àlbums als Estats Units) després de 49 setmanes. Va ser la primera vegada que un grup de rock venia més de 5 milions de còpies en dos àlbums consecutius als EUA.
El 30 de juliol arriba la balada Love Bites al número 11 al Regne Unit. El 8 de desembre es llança el 5è single a US, Love Bites, que arriba a l'1 en la llista US Hot 100 Singles, alhora Chart i Hysteria aconsegueixen el rang suprem de l'US Album Charts.
A finals d'octubre finalitza la gira de 225 dies, i la banda es posa a l'estudi per gravar un nou disc amb la promesa de tenir-lo acabat amb 18 mesos, tot i que finalment es van convertir en 4 anys.
El 21 de gener del 1989 publica Armageddon It, el 6è single al Regne Unit, que arriba al número 3 darrere de Two Hearts de Phil Collins i Don't Rush Me de Taylor Dayne's. El dia 30 del mateix mes guanyen el premi al millor àlbum i millor artista Heavy Metal als American Music Awards, presentat al Shrine Auditorium de Los Angeles a Califòrnia.
El 13 de febrer el grup toca Pour Some Sugar On Me al 8è festival dels premis Annual BRIT Awards, al Royal Albert Hall de Londres. El 18 de febrer arriba el sisè i últim single al Regne Unit, Rocket, que arriba a la 15a posició.
El 29 d'abril Rocket es col·loca 12è al Regne Unit i Hysteria s'uneix junt amb Thriller i Bad de Michael Jackson i Born in the USA de Bruce Springsteen als únics àlbums posseïdors de 7 US Hot 100 Singles.
Han passat 20 anys des del del llançament de Hysteria durant els quals s'han venut més de 20 milions de còpies a tot el món.

### 1990-1999
El 8 de gener de 1991, la desgràcia torna a copejar Def Leppard, el seu guitarrista líder Steve Clark mor, degut a una fatal combinació de medicaments amb alcohol. Posteriorment, i després de superar la mort de Clark, surt a la venda el 1992 l'àlbum Adrenalize amb Vivian Campbell com a guitarrista, novament de gran èxit. A partir d'aquell moment, amb l'aparició del grunge, Def Leppard perd l'acceptació massiva que va gaudir als anys 80, encara que continua tenint èxit amb alguns senzills, mai virant cap al mercat del pop com ho van fer els contemporanis Bon Jovi.
El grup torna a la cima sortint de gira i aconseguint un gran reconeixement a la seva ciutat natal, Sheffield, on van tocar havent exhaurit les entrades a l'estadi Don Valley el juny de 1993. Aquest any el grup llença un nou treball amb nous temes, Retro Active que conté cares B remasclades i 2 nous temes: Two Steps Behind (originalment inclosa com a part de la banda sonora de la pel·lícula de Schwarzenegger Last Action Hero) i Miss You In A Heartbeat que van arribar a l'èxit als Estats Units i Canadà. No surten de gira per aquest àlbum i després d'unes petites vacances, el grup va a Espanya a gravar el seu pròxim treball.
Amb el setè àlbum quasi llest, llancen un CD de grans èxits anomenat Vault, que conté un nou tema anomenat When Love & Hate Collide. El 5 d'octubre de 1995, a la ciutat natal de Def Leppard, Sheffield els brinda un homenatge presentant una placa en el seu honor i obrint el National Centre For Popular Music amb material del grup. Dies després, el grup aconsegueix un rècord mundial, tocant 3 shows en 3 continents diferents en un sol dia: Tangiers, Marroc (Africa); Londres, Anglaterra (Europa) i Vancouver, Canadà (Nord-amèrica).
El 1996, editen Slang, un àlbum que marca una nova tendència musical, amb un so molt diferent a l'anterior. Comencen una gira per Àsia i surten de gira per tots els llocs del món arribant a Amèrica del Sud per primera vegada. Encara que Slang va tenir unes excel·lents crítiques de la premsa no va arribar a ser cap èxit comercial. Les baixes vendes del disc van ser un avís pel grup de què els fans volien la música característica de Def Leppard.
Coneixedors de la petició del seu públic, Deff Leppard retorna a la música més rock al seu novè àlbum. El 1999, llancen el seu treball Euphoria i no només tornen al so que els va llançar a l'èxit sinó que fins i tot Mutt participa com a cocompositor de 3 temes dels 13 que hi ha a l'àlbum. L'estiu de 1999 el grup surt novament de gira pels EUA.

### 2000-Actualitat
El setembre de l'any 2000 Def Leppard és presentat pel guitarrista de Queen Brian May en una cerimònia per homenatjar la seva inclusió al Rock Walk de Hollywood, Califòrnia. Tots els membres van deixar les seves mans estampades al ciment, juny amb Lauren la filla de Rick Allen i un espai destinat a Steve Clark.
La seva desena producció es titula X, i va sortir al mercat l'agost de 2002. Es tracta d'un àlbum bastant comercial en el que han treballat amb diversos dels millors productors del món i que resulta d'una mescla de l'estil de Slang amb el de Adrenalize i Euphoria. Tot i així, aquesta producció ha estat de difícil edició perquè la discogràfica no ha donat gens de suport al grup, resultant així una promoció pèssima que ha influït greument en les vendes. No obstant això, Def Leppard, van realitzar una de les gires amb més èxit amb X.
L'octubre de 2004, la seva discogràfica va llençar al mercat Best Of Def Leppard, 17 temes a manera d'actualització del recopilatori de Vault que es va publicar el 1995.
A mitjans de l'any 2006 Def Leppard va publicar un àlbum amb cançons d'artistes dels anys 60 i 70 que els van influenciar durant la seva carrera musical. Aquest àlbum, que tenien gravat des de feia més de dos anys i que per diversos motius no l'havien tret abans s'anomena Yeah! i conté temes de David Bowie, Roxy music i The Kinks entre d'altres.
El juliol del 2007, llancen una edició especial de Hysteria remasteritzada en dos CDs, per commemorar els 20 anys de la seva sortida al mercat, s'anomena Hysteria the luxe Edition i inclou a més a més les cares B, versions extenses i cançons en directe.

## Components
Actualment
- Joseph Thomas Elliott (vocalista principal) o també anomenat Joe Elliott
- Richard Savage (Baix)
- Philip Keneth Collen (Guitarrista des del 1982 que substitueix a Pete Willis.) o Phil collen
- Vivian Campbell (Guitarrista des de l'any 1992 en què substitueix a Steve Clark que va morir un any abans.)
- Richard John Cyril Allen (Bateria)o Rick Allen

Antics
- Stephen Maynard Clark (va morir el 8 de gener de 1991 a Londres, Regne Unit)
- Pete Willis

## Discografia oficial

### Àlbums
- The Def Leppard EP -no s'edita actualment- (1979)
- On Through the Night (1980)
- High 'N' Dry (1981)
- Pyromania (1983)
- Hysteria (1987)
- Adrenalize (1992)
- Rectro Active (1993)
- Vault -àlbum recopilatori- (1995)
- Slang (1996)
- Euphoria (1999)
- X (2002)
- Best Of Def Leppard -Revisió de l'álbum recopilatorio Vault per a Europa- (2004)
- Rock Of Ages -Revisió de l'àlbum recopilatori Vault per als E.U.A.- (2005)
- Yeah! -Versions de cançons de finals dels anys 60 i 70 que van influenciar a la banda- (2006)
- Hysteria Deluxe Edition -Llançament d'una edició de luxe de l'àlbum Hysteria (1987) amb cares B i remescles- (2006)
- Songs from the Sparkle Lounge (2008)
- Def Leppard (2015)
- Diamond Star Halos (2022)

The Def Leppard World - Discography Arxivat 2011-02-02 a Wayback Machine.

### Àlbums importants
| Àlbum                                        | Títol |
| -------------------------------------------- | --- |
| On through the Night                         | Hello America #45 UK (1980) |
| High 'N' Dry                                 | "Bringin' On The Heartbreak" US #61 (1981) |
| Pyromania                                    | "Foolin'" #28 US, "Photograph" #12 US, "Rock of Ages" #16 US ((1983). |
| Hysteria                                     | "Women" #80 US, "Animal" #6 UK, #19 US, "Pour Some Sugar on Me" #18 UK, #2 US, "Hysteria" #26 UK, #10 US (1987) "Armageddon It" #20 UK, #3 US, "Love Bites" #11 UK, #1 US (1988), "Rocket" #15 UK, #12 US (1989)                                            |
| Adrenalize                                   | "Let's Get Rocked" #2 UK, #15 US, "Make Love Like a Man" #12 UK, #36 US, "Have You Ever Needed Someone So Bad" #16 UK, #12 US, "Stand Up (Kick Love into Motion)" #34 US, #1 Mainstream Rock Tracks US, (1992), "Heaven Is" #13 UK, "Tonight" #34 UK (1993) |
| Retro Active                                 | "Two Steps Behind" #32 UK, #12 US, "Miss You in a Heartbeat" #39 US (1993), "Action" #14 UK (1994) |
| Vault: Def Leppard's Greatest Hits 1980-1995 | "When Love and Hate Collide" #1 UK |
| Slang                                        | "Slang" #17 UK, "Work It Out" #22 UK, "All I Want Is Everything" #38 UK (1996) |
| Euphoria                                     | "Promises" #38 US, #1 Mainstream Rock Tracks US (1999) |
| X                                            | "Now" #23 UK (2002), "Long Long Way to Go" #40 UK (2003) |
| Best Of                                      | "Waterloo Sunset" UK (posició desconeguda) (2005) |
| Rock Of Ages: The Definitive Collection      | "No Matter What" US (posició desconeguda) (2005) |

### Vídeos
- Historia (1988) 100 000 còpies
- In The Round In Your Face Live (1989) 120 000 còpies
- Visualize (1993) 345 000 còpies venudes
- Video Archive (1995) 200 000 còpies

### DVDs
- Historia / In The Round, In Your Face (2002) igual a l'anterior
- Visualize / Video Archive (2002) igual a l'original
- Best of Def Leppard (2004) 234 000 còpies
- Rock of Ages - The DVD collection (2005)